# Bwenyi
Le bwenyi est une langue bantoue mineure de la république du Congo.